# Monazit
Monazitul este un mineral de tip fosfat anhidru ce conține pământuri rare lantanice (LREE: La-Gd), thoriu și uneori uraniu. Denumirea a fost utilizată pentru prima dată în 1836 și provine din grecescul μονάζειν (monázein – cuvânt compus din μόνος [mónos] „singur“ și ζήω [zēō] „a trăi“: a fi singur/a trăi solitar) prin intermediul limbii germane (Monazit) – făcând referire la proprietatea de a cristaliza independent.Este un mineral rar în comparație cu alte minerale de tip fosfat; cu toate acestea, prezența sa a fost semnalată aproape oriunde pe glob.
Prezența sa pe Lună vine în sprijinul ipotezei impactului gigantic, care ar fi condus la formarea Lunii.
În natură există trei tipuri de monazit, denumite după constituentul cationic major:
- Monazit-(La) – (La,Ce,Nd)(PO4), idealizat LaPO4
- Monazit-(Ce) – (Ce,La,Nd,Th)(PO4), idealizat CePO4
- Monazit-(Nd) – (Nd,Ce,Sm)(PO4), idealizat NdPO4

Acestora li se adaugă - în funcție de clasificare - un al patrulea:  
- Monazit-(Sm) – (Sm,Gd,Ce,Th)(PO4), idealizat SmPO4

Datorită diferențelor compoziționale relativ minore dintre cele trei (sau patru) tipuri de monazit, acestea sunt numite – în mod generic – monazit.

## Răspândire

Distribuția nisipului monazitic în zonele de coasta ale Indiei

Monazitul apare ca accesoriu în granite, gnaise și pegmatite, uneori asociat zirconului și în depozite sedimentare rezultate din alterarea acestor roci. Este un mineral rar în comparație cu alte minerale de tip fosfat; cu toate acestea, prezența sa a fost semnalată aproape oriunde pe glob. Prezența sa pe Lună vine în sprijinul ipotezei impactului gigantic, care ar fi condus la formarea Lunii. 
Monazitul este cunoscut mai curând pentru locurile în care se acumulează, relativ la cele în care se formează. Rezistența sa chimică și masa specifică ridicată conduce la concentrarea sa în nisipuri constituite din minerale grele, alături de magnetit, ilmenit, rutil și zircon.
Depozite în nisipuri aluvionare sau marine pot fi întâlnite în Australia, India, Brazilia, Sri Lanka, Malaezia, Nigeria, SUA (Florida; Carolina de Nord). Surse pegmatitice pot fi întâlnite în SUA (Wyoming; New Mexico; Virginia; Colorado; Maine; Carolina de Nord), Bolivia, Madagascar, Norvegia, Elveția, Brazilia și Finlanda.
În România au fost descoperite rezerve de monazit în cadrul formațiunilor filoniene de tip Jolotca (Ditrău), cu un conținut variabil de thoriu (2-7%) și nespecificat în uraniu. Alte locuri în care a fost identificat sunt în județele Alba (Pianul de Sus), Bihor (Șoimuș), Brașov (Racoș), Harghita (Odorheiu Secuiesc) și Maramureș (Răzoare). De asemenea, prezența nisipului monazitic a fost confirmată în zona Chituc, județul Constanța.

## Minerit și prelucrare
Nisipul monazitic transportat din Brazilia pe diverse vase ca balast în jurul anului 1880 a fost analizat de către Carl Auer von Welsbach, care a evidențiat prezența thoriului (la acea dată, acesta dezvolta tehnologia sitelor incandescente). Nisipul monazitic brazilian a devenit astfel rapid sursă de thoriu, stând ulterior la baza industriei miniere a pământurilor rare. Ulterior, monazitul a început a fi exploatat în SUA, dar a pierdut prioritatea în fața depozitelor imense din sudul Indiei. Monazitele din India și Brazilia au dominat piața înaintea celui de-al doilea Război Mondial, ulterior activitățile majore desfășurându-se în Africa de Sud.
Prelucrarea (extracția pământurilor rare lantanice și a thoriului) se poate realiza prin una din următoarele metode:
- tratament acid cu acid sulfuric la 120-150 °C; thoriul este precipitat cu acid fosforic, în timp ce lantanidele rămân în soluție. La rândul lor, acestea sunt precipitate ulterior ca sulfați dubli de sodiu și lantanide[13]
- leșierea este un proces superior, prin care minereul monazitic este tratat cu soluție de hidroxid de sodiu (73%) la 140 °C. Acest proces permite recuperarea fosfaților din minereu ca fosfat trisodic. Amestecul de hidroxizi de lantanide și thoriu este tratat cu acid clorhidric; astfel, lantanidele trec în soluție, iar thoriul rămâne precipitat sub formă de hidroxid.[11]

## Structură

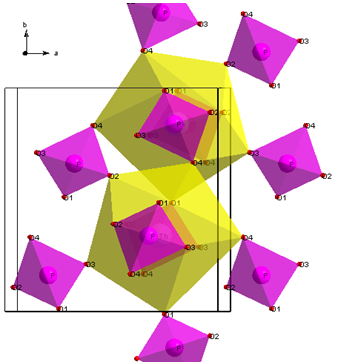
Structura monazitului. Poliedre (LREE)O_{9} și tetraedre PO_{4} conectate prin intermediul atomilor de oxigen într-o rețea tridimensională

Toți compușii monazitici (naturali sau sintetici) adoptă aceeași structură cristalină (sistemul monoclinic, grup spațial P21/n), forma simplificată fiind în toate cazurile MIIIPO4. Ionul metalic MIII se află situat în centrul unui poliedru, fiind înconjurat de nouă atomi de oxigen, distanța interatomică M–O fiind de circa 2.6 Å (de obicei, cea de-a noua legătură este mai lungă). Fosforul este coordinat tetraedric în anionul fosfat. O structură similară este întâlnită în cazul unor arsenați, cromați, vanadați etc. În cazul soluțiilor solide obținute prin substituție cationică, toți cationii încorporați sunt distribuiți statistic în interiorul poliedrelor cu număr de coordinație 9 (indiferent de sarcina acestora).
În general, structura monazitică este stabilă în condiții extreme (temperatură, presiune, iradiere internă sau externă etc.).

## Compoziția chimică
Conținutul de pământuri rare poate atinge valori de 50-70% (în funcție de tipul de monazit 45-50% ceriu, circa 25% lantan, circa 15% neodim, circa 5% praseodim, circa 5% samariu și cantități subfracționare de europiu, gadoliniu și ytriu), ceea ce face acest mineral deosebit de interesant din punct de vedere al exploatării sale. De asemenea, substituția izomorfică în sistemele:
- 2 LREE3+ ↔ M2+ + M4+ (substituție cationică în sistemul monazit-cheralit, cunoscută și sub denumirea de substituție cheralitică)
- PO43- + LREE3+ ↔ SiO44- + M4+ (substituție aniono-cationică în sistemul monazit-huttonit, cunoscută și sub denumirea de substituție huttonitică)

favorizează prezența zirconiului, uraniului și thoriului în compoziția mineralului monazit. Conținutul ridicat de thoriu (până la 20-30%) și de uraniu (de ordinul procentelor) fac ca monazitul să fie un mineral radioactiv și o sursă exploatabilă pentru aceste două elemente (pentru thoriu este sursa primară).
Conținutul de silicat crește direct proporțional cu cel de thoriu și de calciu (în baza substituției huttonitice). De asemenea, monazitul conține cantități semnificative de heliu, format prin dezintegrarea alfa a thoriului/ uraniului. Acesta poate fi eliminat prin simplu tratament termic asupra mineralului, cu recuperarea cristalinității; absența sau conținutul redus de heliu indică evenimente termice suferite de către mineral în istoria recentă.

### Clasa (supergrupul) de minerale monazit
Într-o abordare mai largă (în baza structurii cristaline și nu numai), monazitul este privit ca o clasă (supergrup) de minerale cu formula generală AXO4:
| Clasa                                                                     | Demumire               | Tip         | Formulă chimică       | Formulă chimică idealizată |                                   |
| ------------------------------------------------------------------------- | ---------------------- | ----------- | --------------------- | -------------------------- | --------------------------------- |
| 8.AA.05                                                                   | Berlinit               | Berlinit    |                       | AlPO4                      | Trig. 3 2: P31 2 1                |
| 8.AA.05                                                                   | Alarsit                | Berlinit    |                       | AlAsO4                     | Trig. 3 2: P31 2 1                |
| 8.AA.05                                                                   | Rodolicoit             | Berlinit    |                       | FePO4                      | Trig. 3 2: P31 2 1                |
| 8.AD.50                                                                   | Monazit-(Ce)           | Monazit     | (Ce,La,Nd,Th)PO4      | CePO4                      | Mon. 2/m: P21/b                   |
| 8.AD.50                                                                   | Monazit-(La)           | Monazit     | (La,Ce,Nd)PO4         | LaPO4                      |                                   |
| 8.AD.50                                                                   | Monazit-(Nd)           | Monazit     | (Nd,La,Ce)PO4         | NdPO4                      | Mon.                              |
| 8.AD.50                                                                   | Monazit-(Sm)           | Monazit     | (Sm,Gd,Ce,Th)PO4      | SmPO4                      | Mon. 2/m: P21/m                   |
| 8.AD.50                                                                   | Cheralit („brabantit”) | Monazit     | (Ce,Ca,Th)(PO4)2      | CaTh(PO4)2                 | Mon.                              |
| 8.AD.50                                                                   | Gasparit-(Ce)          | Monazit     | (Ce,La,Nd)AsO4        | CeAsO4                     |                                   |
| 8.AA.20                                                                   | Litiofosfat            | Litiofosfat |                       | Li3PO4                     | Orth. mm2: Pmn21                  |
| 8.AA.30                                                                   | Olimpit                | Litiofosfat |                       | LiNa5(PO4)2                | Orth.                             |
| 8.AA.25                                                                   | Nalipoit               | Litiofosfat |                       | NaLi2PO4                   | Orth.                             |
| 8.AD.35                                                                   | Xenotim-(Y)            | Xenotim     |                       | YPO4                       | Tet. 4/mmm (4/m 2/m 2/m): I41/amd |
| 8.AD.35                                                                   | Xenotim-(Yb)           | Xenotim     |                       | YbPO4                      | Tet.                              |
| 8.AD.35                                                                   | Cernovit-(Y)           | Xenotim     |                       | YAsO4                      | Tet. 4/mmm (4/m 2/m 2/m): I41/amd |
| 8.AD.35                                                                   | Wakefieldit-(Y)        | Xenotim     | (La,Ce,Nd,Y)VO4       | YVO4                       | Tet. 4/mmm (4/m 2/m 2/m): I41/amd |
| 8.AD.35                                                                   | Wakefieldit-(Ce)       | Xenotim     | (Ce3+,Pb2+,Pb4+)VO4   | CeVO4                      | Tet. 4/mmm (4/m 2/m 2/m): I41/amd |
| 8.AD.35                                                                   | Wakefieldit-(La)       | Xenotim     |                       | LaVO4                      | Tet. 4/mmm (4/m 2/m 2/m): I41/amd |
| 8.AD.35                                                                   | Wakefieldit-(Nd)       | Xenotim     |                       | NdVO4                      | Tet. 4/mmm (4/m 2/m 2/m): I41/amd |
| 8.AD.35                                                                   | Pretulit               | Xenotim     |                       | ScPO4                      | Tet.                              |
| 8.AB.10                                                                   | Heterosit              |             | (Fe,Mn)PO4            | FePO4                      | Orth. mmm (2/m 2/m 2/m): Pmna     |
| 8.AB.10                                                                   | Purpurit               |             | (Mn,Fe)PO4            | MnPO4                      | Orth. mmm (2/m 2/m2/m) : Pmna     |
| 8.AD.50                                                                   | Rooseveltit            |             |                       | BiAsO4                     | Mon. 2/m                          |
| 8.AD.55                                                                   | Teraroosveltit         |             |                       | BiAsO4                     | Tet.                              |
| 8.AD.40                                                                   | Pucherit               |             |                       | BiVO4                      | Orth. mmm (2/m 2/m2/m)            |
| 8.AD.65                                                                   | Clinobisvanit          |             |                       | BiVO4                      | Mon. 2/m                          |
| 8.AD.35                                                                   | Dreyerit               |             |                       | BiVO4                      | Tet. 4/mmm (4/m 2/m 2/m): I41/amd |
| 8.AD.45                                                                   | Ximengit               |             |                       | BiPO4                      | Trig.                             |
| 8.AC.60                                                                   | Kosnarit               |             |                       | KZr2(PO4)3                 | Trig.                             |
| 8.FA.25                                                                   | Petewilliamsit         |             | (Ni,Co,Cu)30(As2O7)15 |                            | Mon.                              |
| Tet.- tetragonal; Trig. - trigonal; Orth. - ortorombic; Mon. - monoclinic |                        |             |                       |                            |                                   |

## Compuși sintetici cu structură de tip monazit
Compuși ceramici de tip LnPO4 (Ln= La-Gd) pot fi ușor sintetizați prin diverse metode chimice. Astfel, reacția în stare solidă dintre Ln2O3 și o sursă de ion fosfat (de exemplu, fosfat mono- sau diacid de amoniu) conduce la monazitul respectiv prin tratament la temperaturi de peste 1000 °C. Similar, o soluție de ion Ln3+ precipită ca LnPO4ˑ0.67H2O (cu structură rabdofan) în prezența PO43+ la pH neutru sau bazic. Acești fosfați hidratați se transformă în monazitul corespunzător prin tratament la temperaturi de circa 600-800 °C. Metafosfații se transformă în monazite prin conversie termică.
Recent, s-a demonstrat că și unele pământuri rare ytrice (terbiul, disprosiul) precum și bismutul pot forma în anumite condiții fosfați cu structură monazitică. De asemenea, sunt cunoscuți fosfați monazitici ai elementelor actinide plutoniu, americiu și curiu. Metodele de sinteză sunt similare celor menționate în cazul elementelor lantanide. În plus, difosfatul de PuIV (PuP2O7) se transformă în monazit la temperaturi de peste 600 °C indiferent de atmosfera de reacție, cu reducerea PuIV la PuIII.

### Soluții solide monazit-monazit
Practic, este posibil să se obțină soluții solide complete cu structură monazitică între două sau mai multe pământuri rare lantanice. De asemenea, s-a demonstrat că pot fi obținute soluții solide bogate în lantan în sistemul (La,Pu)PO4.

### Soluții solide monazit-cheralit
În natură, produsul substituției cationice izomorfice complete în sistemul 2 LREE3+ ↔ M2+ + M4+ este cheralitul (anterior cunoscut precum brabantit), CaTh(PO4)2. Similar, compuși analogi ai uraniului și neptuniului au fost obținuți pe cale sintetică. Plutoniul tetravalent poate fi acomodat parțial într-o astfel de structură. Este evident astfel faptul că diverse actinide tetravalente (uneori alături de actinide trivalente) pot fi înglobate în soluții solide de tip monazit-cheralit printr-un mecanism de substituție cationică.
| Ln                   | PO4    | Ln = La–Gd                                    |
| AnIII                | PO4    | AnIII = Pu, Am, Cm                            |
| CaAnIV               | (PO4)2 | AnIV = Th, Np, (U, Pu)                        |
| CaxAnIVxLn2-2x       | (PO4)2 | Ln = La–Gd; AnIV = Th, Np, (Pu)               |
| CaxAnIVxAnIIIxLnx-3x | (PO4)2 | Ln = La–Gd; AnIII = Pu, Am, Cm; AnIV = Th, Np |

## Utilizări

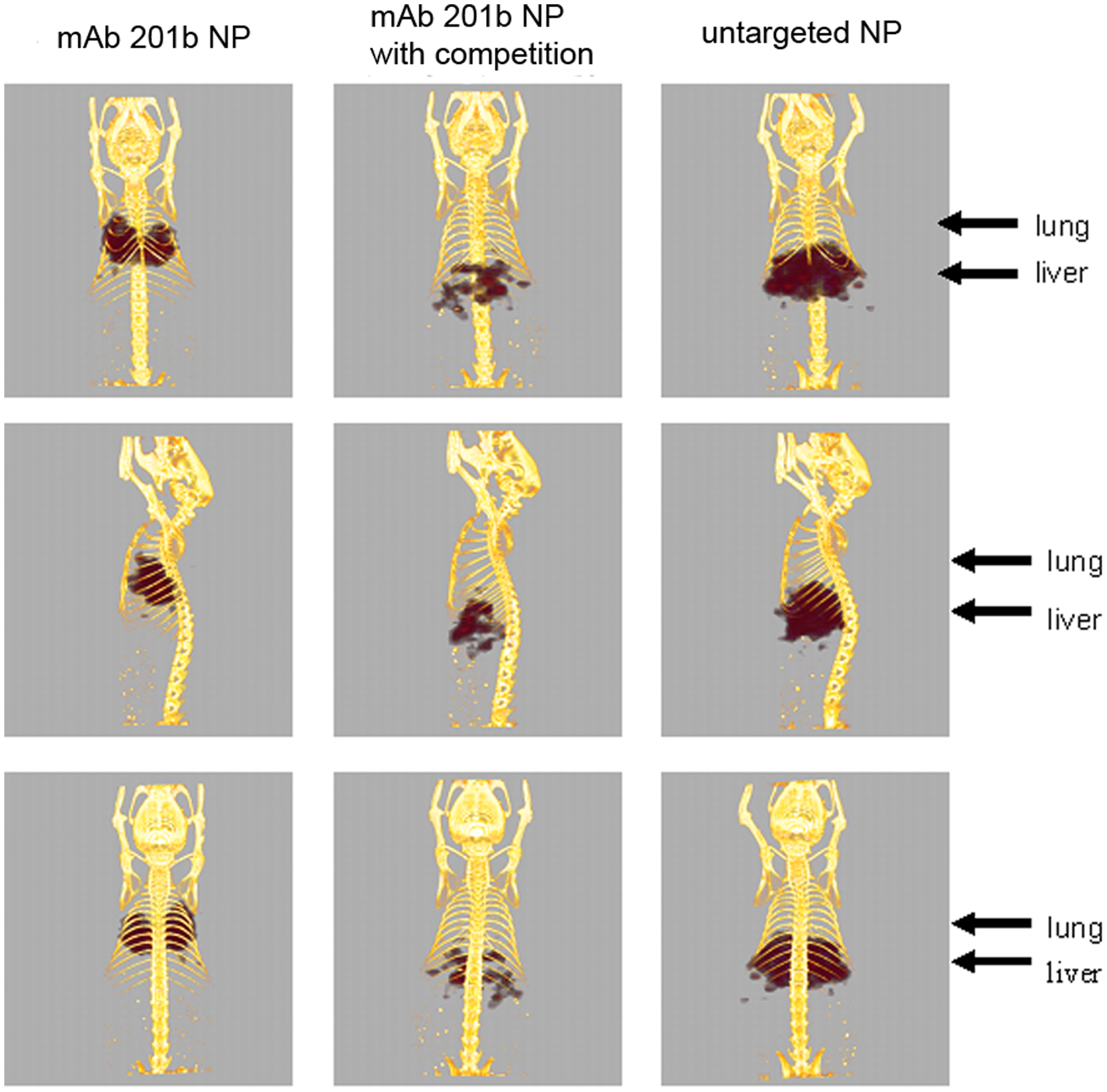
CT a unui șoarece de laborator la o oră după injectare cu 80 µCi {La_{0.5}Gd_{0.5}}(^{225}Ac)PO_{4}@GdPO_{4}@Au-mAb-201b)

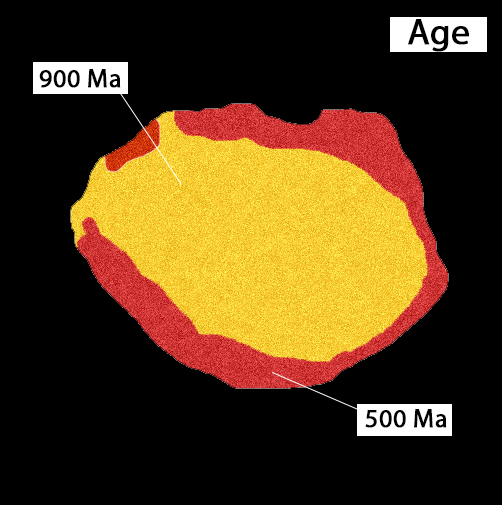
Vârsta unei granule de monazit. Culoarea mai deschisă corespunde părții mai vechi

Monazitele naturale au aplicații practice imediate, reprezentând surse primare de pământuri rare și de thoriu.
Temperatura înaltă de topire și rezistența chimică ridicată la temperaturi înalte recomandă fac ca monazitul să fie utilizat precum material anticoroziv. sau barieră de difuzie pentru materiale compozite cu aplicații la temperaturi ridicate.
Este cunoscut faptul că elementele lantanide prezintă proprietăți optice remarcabile. Datorită mecanismului de substituție cationică în sistem monazit-monazit sau monazit-cheralit, diverși cationi pot fi incorporați în rețeaua cristalină a LaPO4, cu obținerea de luminofori, laseri, emițători de lumină etc.
Unii fosfați și vanadați cu structură monazitică și-au găsit aplicații în domeniul conductorilor ionici sau electronici.
Datorită naturii sale radioactive, monazitul poate fi utilizat în geocronologie pentru a studia evenimente geologice precum cristalizarea, încălzirea sau deformarea unor roci ce conțin monazit. Pentru monazite ce conțin simultan samariu și neodim, se poate aplica metoda datării Sm-Nd.
Nanoparticule de (La,Gd)PO4 dopate cu 225Ac au fost testate în tratamentul împotriva cancerului prin α-imunoterapie.
În managementul deșeurilor radioactive, monazitele sintetice sunt considerate drept matrice de stocaj de tip ceramic pentru condiționarea plutoniului și a actinidelor minore, în baza versatilității structurale.
Americiul este considerat în prezent de către Agenția Spațială Europeană ca sursă de energie (în baza efectului Seebeck) pentru sonde spațiale trimise în misiuni în spațiul cosmic; AmPO4 poate reprezintă o alternativă stabilă relativ la oxizii americiului.

## Toxicitate

Seria de dezinegrare ^{232}Th

După cum deja s-a menționat, monazitul este un mineral radioactiv, putând ridica probleme de radiotoxicitate pentru o expunere îndelungată și/sau la cantități mari (direct proporțional cu doza de radiații). Radioactivitatea nisipurilor aluvionare diferă în funcție de produșii constituenți, cel mai radioactiv fiind monazitul și reziduurile de procesare. Practic, nisipul monazitic reprezintă un exemplu clasic de NORM (Naturally Occurring Radioactive Material) iar concentratele monazitice și reziduurile de procesare sunt TENORM (Technologically Enriched NORM).
|                                           | Thoriu      | Thoriu       | Uraniu   | Uraniu      |
|                                           | ppm         | Bq/kg        | ppm      | Bq/kg       |
| ----------------------------------------- | ----------- | ------------ | -------- | ----------- |
| Nisip obișnuit                            | 5-70        | 40-600       | 3-10     | 70-250      |
| Concentrate minerale grele                | 80-800      | 600-6600     | <10-70   | <250-1700   |
| Ilmenit                                   | 50-500      | 400-4100     | <10-30   | <250-750    |
| Rutil                                     | <50-350     | <400-2900    | <10-20   | <250-500    |
| Xenotim                                   | 15000       | 120          | 4000     | 100         |
| Zircon                                    | 150-300     | 1200-2500    | 150-300  | 3700-7400   |
| Monazit                                   | 50000-70000 | 41000-575000 | 500-2500 | 12000-60000 |
| Concentrate monazitice                    | 10000-55000 | 80000-450000 | 500-2500 | 12000-60000 |
| Reziduuri de procesare (inclusiv minazit) | 200-6000    | 1500-50000   | 10-1000  | 250-25000   |

În cazul mineritului de adâncime, lucrătorii sunt supuși atât la iradiere externă gamma (ca rezultat al expunerii la produșii de dezintegrare solizi de viață scurtă ai thoriului și/sau uraniului) cât și la inhalarea thoronului/radonului (expunere internă).  Produșii de dezintegrare radioactivi ionizează materialul genetic, provocând mutații care uneori pot deveni canceroase.
Referitor la locuitorii din zone cu nisip monazitic (de exemplu, în Kerala/India), s-au efectuat diverse studii referitoare la relația dintre expunerea externă și incindența cancerelor sau a altor boli radioinduse, concluziile acestora fiind contradictorii.

## Cristale de monazit în muzee sau colecții particulare

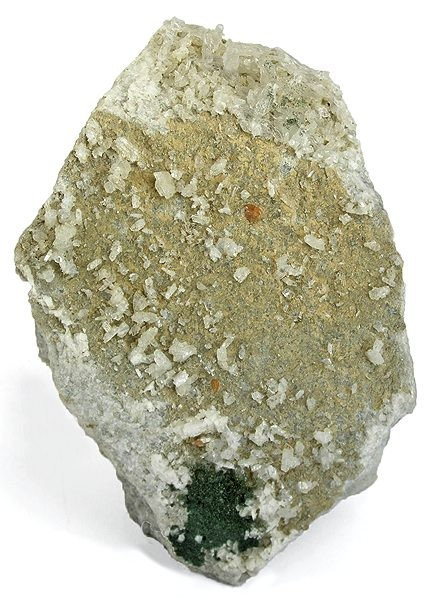
Monazit-(Ce) provenit din Saint-Christophe-en-Oisans, Franța
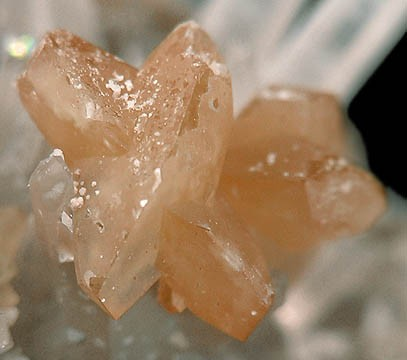
Monazit-(Ce) provenit din Siglo Veinte, Bolivia
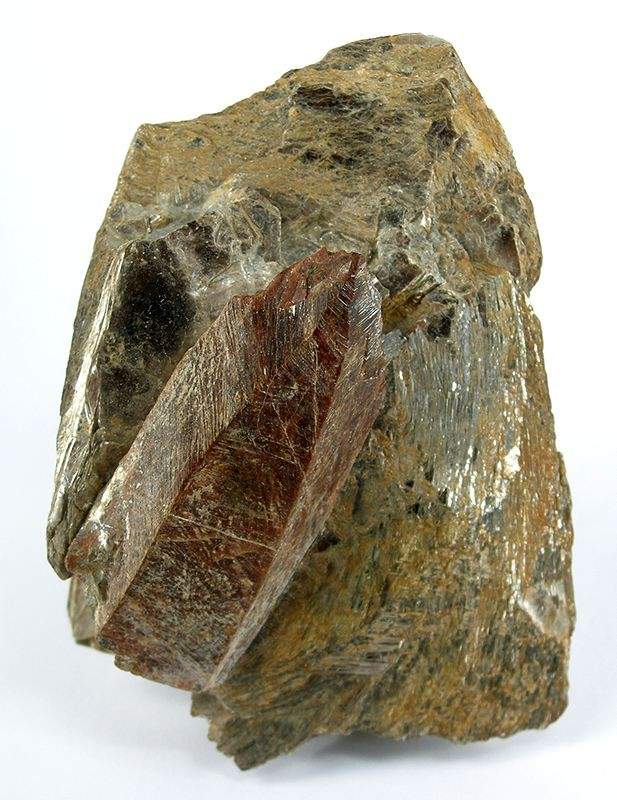
Monazit-(Ce) provenit din Ljoslandsåsen (Hålandsgruva), Norvegia
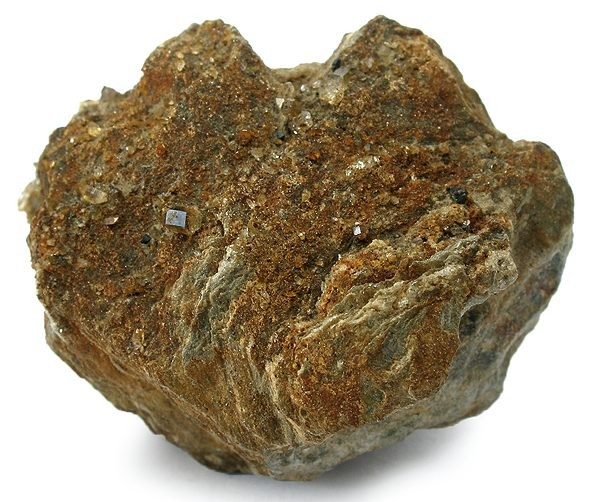
Monazit-(Ce) provenit din Leis, Valé, Elveția
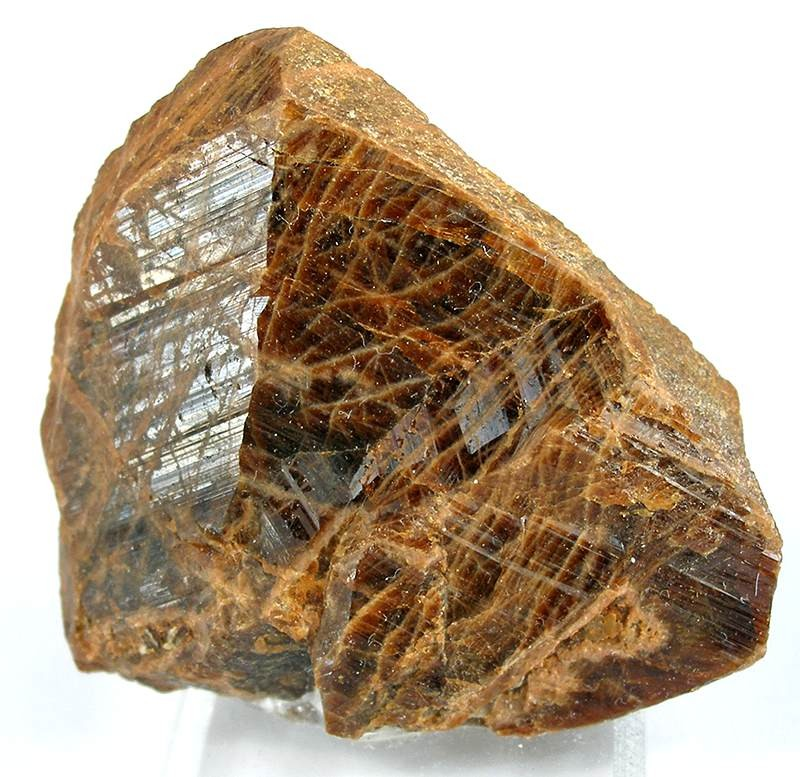
Monazit-(Ce) provenit din mina João Torres, Muqui, Brazilia
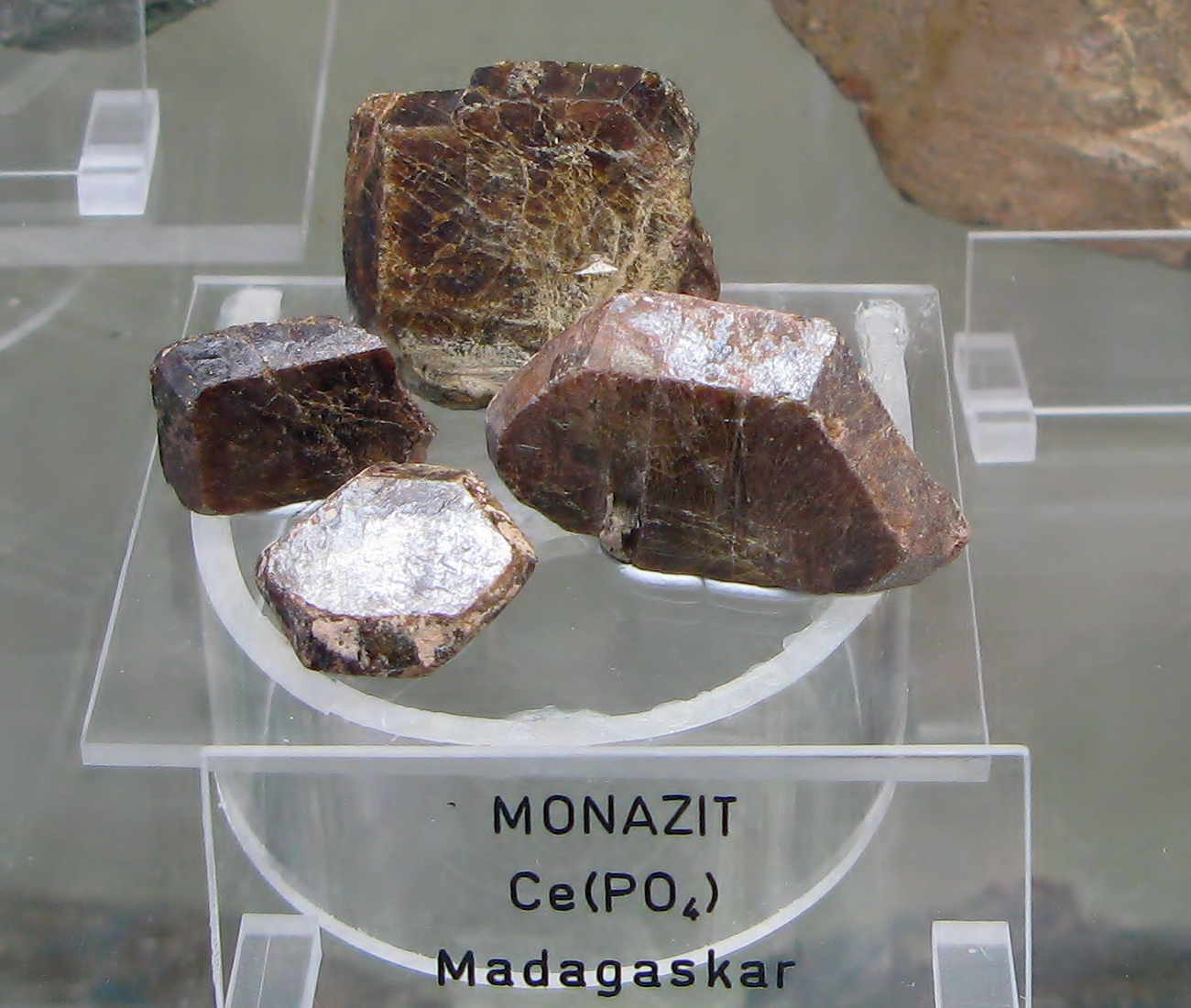
Monazit-(Ce) provenit din Madagascar
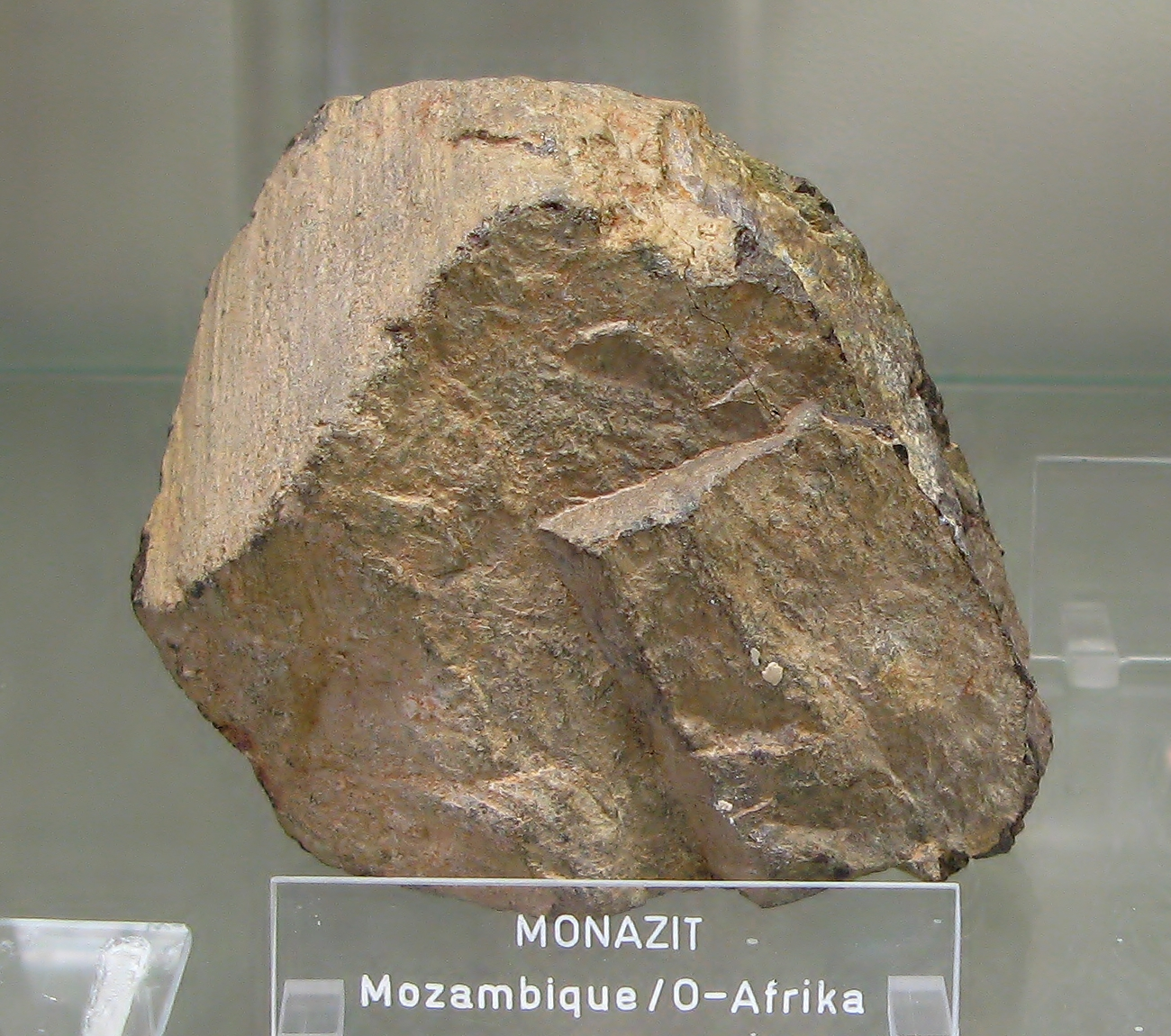
Monazit provenit din Mozambic

## Legături externe
- Materiale media legate de Monazit la Wikimedia Commons
- en  Assesing the need for radiation protection measures in work involving mineral and raw materials
- en  IAEA - Publications on Exposure to Radiation from Natural Sources
- en  Fluvial monazite deposits in the southeastern United States (1968)
- en  Monazite
- en  Monazite-(Ce) from the Siglo XX mine, Llallagua, Bolivia Arhivat în 8 noiembrie 2018, la Wayback Machine.
- en  Monazite geochronology
- en  Monazite, thorium, and mesothorium (1915)
- en  Radiation (in) paradise - the secret of the sand pe YouTube.
- en  Radiation professionals - resolving radiation risks Arhivat în 8 noiembrie 2018, la Wayback Machine.